# Wisła Głębce (stacja kolejowa)
Wisła Głębce – stacja kolejowa w Wiśle, w województwie śląskim, w Polsce. Znajduje się na wysokości 537 m n.p.m.

## Ruch pasażerski
| Rok  | Wymiana pasażerska na dobę |
| ---- | -------------------------- |
| 2017 | 300-499                    |
| 2022 | 50-99                      |

## Historia
Stacja kolejowa w Głębcach to stacja krańcowa dla linii kolejowej z Goleszowa ukończonej 11 września 1933 roku. Trasa kolejowa miała jednak zostać poprowadzona do Zwardonia i kilka kilometrów dalej przechodzić tunelem pod Kubalonką. Projekt nie został jednak zrealizowane ze względu na wybuch wojny. Po drugiej wojnie światowej projekt dalszej trasy kolejowej został zarzucony. Wybudowano murowany budynek stacyjny z wiatą poczekalni oraz kasami. Na piętrze ulokowano mieszkanie zawiadowcy stacji. Obok dworca zlokalizowano również magazyn dworcowy z rampą. Przed stacją został wybudowany żelbetowy wiadukt łukowy nad doliną Łabajowa. Wykonany został według projektu inżyniera Stanisława Saskiego i Tadeusza Mejera w latach 1931–1933 przez firmę Ksawerego Goryanowicza. Wiadukt kolejowy budowano pod nadzorem fachowca z dziedziny konstrukcji żelbetowych Jana Gustawa Grycza. Budowa prowadzona była przez kierownika robót inżyniera Karola Grelowskiego. Od lutego 2010 roku kasy na dworcu są nieczynne. W roku 2015 przeprowadzono remont elewacji i wymianę stolarki okiennej dworca. Ze stacji wiodą szlaki turystyczne na Stożek Wielki. Stacja posiada trzy niskie perony, w tym jeden wyspowy oraz cztery tory główne, z których dwa są torami czołowymi, zaś dwa kolejne łączą się od strony południowej i tworzą dosyć długi tor wyciągowy jako fragment planowanego szlaku kolejowego do Zwardonia. Od strony Goleszowa został zlokalizowany tor odstawczy oraz żeberko ochronne. Stacja jest wykorzystywana  na linii S6 spółki Koleje Śląskie od 1 czerwca 2012 roku, kiedy rozpoczęła kursowanie na linii kolejowej zamiast Przewozów Regionalnych.